# Balogh Károly (irodalomtörténész)
Mankóbükki Balogh Károly (Budapest, 1879. április 23. – Balassagyarmat, 1944. április 24.) irodalomtörténész, műfordító.

## Életútja
Apai nagyanyja Madách Mária, Madách Imre nővére. Apja Balogh Károly táblai elnök, anyja Bérczy Margit, Bérczy Károly unokája. Egyéves korában árván maradt, Sztregován nagyanyja, id. Madách Imréné felügyelete alatt nevelkedett Madách Imre fiával, Aladárral együtt.
A budapesti Ludovika Akadémián tanult három évig, ezt követően a Pécsi Jogi Líceum hallgatója volt. 1903-ban szerezte meg jogtudományi doktori oklevelét a Budapesti Tudományegyetemen. 1921 körül filozófiát és természettudományokat is hallgatott.
1903 és 1907 között Szécsény és Balassagyarmat szolgabírája volt, 1907-től 1911-ig a fiumei kormányzóság miniszteri fogalmazója, segédtitkára, majd 1911 és 1915 között titkára. Harcolt az első világháborúban 1915 és 1918 között. Az összeomlás után 1918–19-ben Magyarországon bujkált, majd 1919–1920-ban kivette részét a fiumei kormányzóság felszámolásában. 1920-ban vonult nyugdíjba mint címzetes miniszteri osztálytanácsos. 1923-ban Pécsre költözött, ahol 1934-ig élt. 1926–27-ben a pécsi Erzsébet Tudományegyetem könyvtárának fizetés nélküli segédőre, 1927 és 1930 között pedig a könyvtár ideiglenes vezetője volt. 1920 és 1943 között miniszteri osztálytanácsosi rangban a Belügymininisztérium (BM) Elnöki Osztálya Fordítói Alosztályát vezette.
Foglalkozott a pécsi püspöki könyvtár történetével, az ókori Róma kultúrtörténetével és középkori német költészettel. Madách Imrére vonatkozó kutatásai is jelentősek. 1942-ben a Kisfaludy Társaság tagja lett.
1907. december 28-án feleségül vette a rádi születésű Csernyus Alicet, Csernyus Emánuel 1849-es mártír unokáját. Feleségét Fiumébe vitte.

## Főbb művei
- Hegyek virágzása. (Budapest, 1923)
- Madách Imre otthona. (Budapest, 1924)
- Madách-breviárium. Várkonyi Hildebranddal. (Budapest, 1926)
- Madách Imre, az ember és a költő. (Budapest, 1934)
- Egy pillantás a sztregovai oroszlánbarlangba. (Budapest, 1935)
- Antik bronztükör. Martialis. (Budapest, 1940)
- Martialis és a régi Róma topográfiája. (Budapest, 1940)
- Bérczy Károly életéből. (Budapesti Szemle, 1941)
- Római könyv. I. Vesta. II. Ianus. (Budapest, 1941)
- Csesztvei ősz. Versek. (Budapest, 1944)

## Fordításai
- Lovagköltők. Dalok a Minnesang virágkorából. Középfelnémet eredetiből ford., a bevezető tanulmányt és az életrajzokat írta. (Budapest, 1937)
- Martialis: Epigrammák. (Budapest, 1937)